# NGC 4836
NGC 4836 este o intermediate spiral galaxy⁠(d) situată în constelația Fecioara. A fost descoperită în 19 aprilie 1882 de către Ernst Wilhelm Tempel. Se află la o distanță de 75,71 de megaparseci de Pământ.